# Şerefligöközü, Haymana
Şerefligökgöz là một xã thuộc huyện Haymana, tỉnh Ankara, Thổ Nhĩ Kỳ. Dân số thời điểm năm 2011 là 270 người.